# Ichtyose congénitale forme récessive

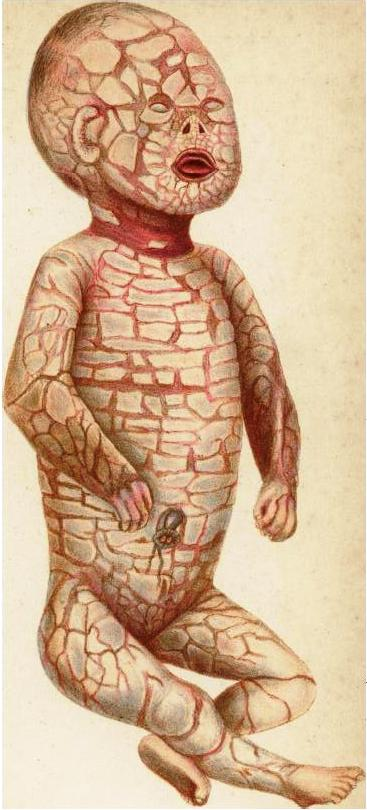
Illustration médicale d'un bébé collodion ou bébé harlequin datant de 1886.

L'ichtyose congénitale forme récessive est une maladie génétique de la peau dont la forme la plus grave est connue sous le surnom de bébé collodion mais dont les manifestations cliniques peuvent être une simple ichtyose sans retentissement sur l'état général. Cette dermatose est en rapport avec des mutations génétiques impliquant plusieurs gènes.
Le bébé collodion parfois aussi nommé ichtyose harlequin se présente dès la naissance par une hyperkératose considérable de l'ensemble du tégument qui est croûteux, dur, brunâtre, fissuré, gênant les mouvements et la succion. Cette maladie menace immédiatement la vie de l'enfant en raison de troubles respiratoires, infectieux ou alimentaires.
L'érythrodermie congénitale ichtyosiforme sèche et l’ichtyose lamellaire semblent être deux maladies différentes, ces deux maladies sont en fait des maladies génotypiquement reliées mais la distinction persiste car elles ont des prises en charge et des pronostics distincts.
Elles se présentent comme des bébés collodions mais lors de la perte de la membrane collodionnée l'aspect de la peau, l'existence ou pas de lésions des pieds et des ongles, le degré de reversement des paupières, l'atteinte du cuir chevelu, l'intensité du prurit permettent de différencier ces maladies.

## Autres noms
La forme la plus grave est celle dite « arlequin ».
Le « bébé collodion » est un syndrome qui ne concerne que l'aspect de la peau à la naissance, à dissocier du type d'ichtyose.

## Étymologie
Du grec ancien ἰχθύς, ikhthús (« poisson ») et -ose.

## Incidence et prévalence
La prévalence est estimée à moins de 1/1 000 000.

## Description
Desquamation importante de l'ensemble de la peau, due à un renouvellement trop rapide des kératinocytes (d'où ichtyose qui vient de ichtyosis = écailles de poisson en grec, car la peau forme comme des écailles non soudées) provoqué par une inflammation de la peau (d'où la couleur rouge de la peau = érythrodermie).

## Diagnostic
Le diagnostic néonatal est clinique, : peau brune, peau écailleuse, peau trop sèche, mouvements du bébé difficiles, etc.

## Traitement et prise en charge
1. Prise en charge (PEC) de la déshydratation et des troubles hydro-électrolytiques (perfusion et électrolytes) ;
2. PEC de l'infection : prévention de la surinfection cutanée par des mesures d'hygiène stricte, et traitement par antibiotique si surinfection ;
3. lutte contre la douleur par des antalgiques ;
4. application d'émollients : pansements gras vaselinés ;
5. protection des yeux par pansement humidifié au sérum salé ;
6. kératolytiques (rétinoïdes) : voie topique ou générale ;
7. soutien et aide psychologique à l'entourage et au malade.

## Conseil génétique

### Mode de transmission
Transmission autosomique récessive

### Sources
- (en) Online Mendelian Inheritance in Man, OMIM (TM). Johns Hopkins University, Baltimore, MD. MIM Number:242500
- (en) Online Mendelian Inheritance in Man, OMIM (TM). Johns Hopkins University, Baltimore, MD. MIM Number:601277
- (en) GeneTests: Medical Genetics Information Resource (database online). Copyright, University of Washington, Seattle. 1993-2005